# Königshausen & Neumann

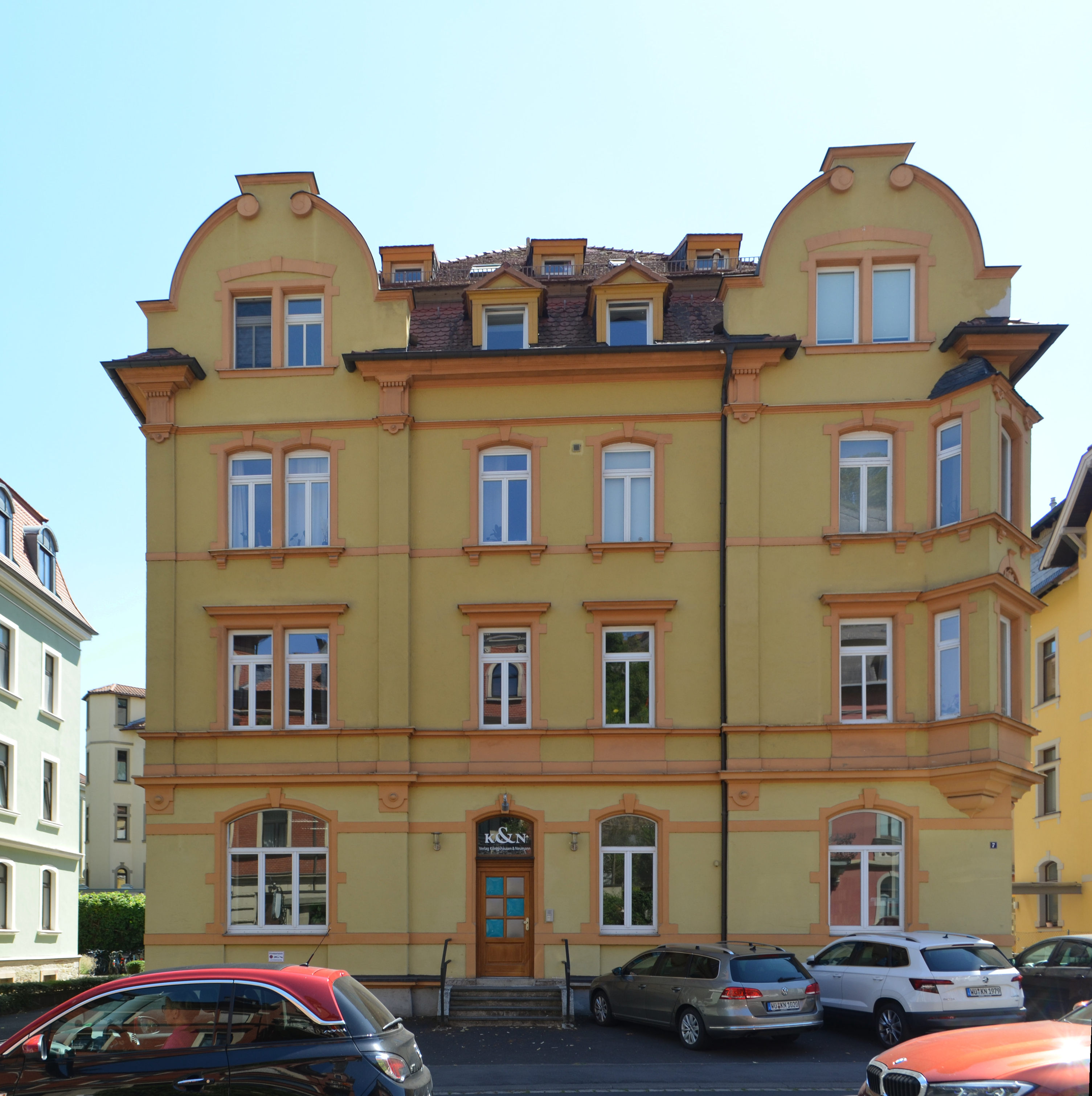
Verlagssitz von Königshausen & Neumann in Würzburg

Königshausen & Neumann ist ein geisteswissenschaftlicher Fachverlag mit Sitz in Würzburg.

## Geschichte
Der Verlag Königshausen & Neumann Würzburg wurde 1979 von Johannes Königshausen (Professor für Philosophie in Würzburg) und Thomas Neumann nach deren Studium der Philosophie gegründet und wird seit 1991 in der Rechtsform einer GmbH geführt. Der Verlag hat seinen Sitz in der Leistenstraße 7 in Würzburg. Ein Schwerpunkt ist das Herstellen und Vertreiben von Büchern aus den Bereichen der Geistes- und Kulturwissenschaften. Zu den Themenschwerpunkten gehören Philosophie, Literaturwissenschaft, Anglistik, Germanistik, Volkskunde, Musikwissenschaft, Medizin, Psychologie und Pädagogik, zudem werden auch viele Dissertationen und Habilitationsschriften veröffentlicht. Der Verlag verfügt über eine eigene Druckerei und gibt etwa 240 Titel pro Jahr neu heraus, darunter auch Hörbücher. Bisher sind über 6000 Titel erschienen.
Neben Sach- und Fachbüchern ist ein besonderer Schwerpunkt Literatur über Richard Wagner, beispielsweise das Wagnerspectrum, das halbjährlich erscheint. Zudem veröffentlicht der Verlag verschiedene Fachzeitschriften wie beispielsweise die jährlich erscheinende volkskundliche Zeitschrift Alltag – Kultur – Wissenschaft. Beiträge zur Europäischen Ethnologie. Weitere Schwerpunkte sind Literatur über Spinoza (Studia Spinozana, 1988–1999), das Schopenhauer-Jahrbuch, die Reihe Literatur in Wissenschaft und Unterricht und weitere wissenschaftliche Schriftenreihen.
Der Verlag ist Mitglied im Börsenverein des Deutschen Buchhandels.